# (2045) Peking
(2045) Peking (1964 TB1) – planetoida z pasa głównego asteroid okrążająca Słońce w ciągu 3,67 lat w średniej odległości 2,38 au. Odkryta 8 października 1964 roku.